# Dama z Szanghaju
Dama z Szanghaju (org. The Lady from Shanghai) – amerykański film noir z 1947, w reżyserii Orsona Wellesa na podstawie powieści If I Die Before Before I Wake Sherwooda Kinga. Główne role zagrali Rita Hayworth, Orson Welles, Everett Sloane i Ted de Corsia.

## Główne role
- Rita Hayworth – Elsa Bannister
- Orson Welles – Michael O’Hara
- Everett Sloane – Arthur Bannister
- Glenn Anders – George Grisby
- Ted de Corsia – Sidney Broome
- Erskine Sanford – sędzia
- Gus Schilling – „Goldie” Goldfish
- Carl Frank – prokurator okręgowy Galloway
- Louis Merrill – Jake
- Evelyn Ellis – Bessie
- Harry Shannon – kierowca
- Errol Flynn – mężczyzna w tle poza kantyną
- Philip Morris – Port Steward / oficer Peter
- Edward Peil Sr. – strażnik

## Fabuła
Główna bohaterka Elsa (Rita Hayworth) zostaje napadnięta przez młodych złodziejaszków podczas spaceru po parku. Z pomocą przychodzi jej marynarz Mike O’Hara (Orson Welles). Elsa proponuje Mike’owi, by zaciągnął się na jacht jej męża, Artura Bannistera (Everett Sloane).
Na pokładzie przebywają także: Grisby (Glenn Anders) i wynajęty przez Bannistera detektyw Sidney Broome (Ted de Corsia). Grisby proponuje Mike’owi 5000 dolarów za sfingowanie jego śmierci.

## Wpływ na inne filmy
Reżyser Robert Clouse, zainspirowany finałową sceną Damy z Szanghaju, użył w swoim filmie Wejście smoka podobnego układu końcowego. Skonfrontował bohaterów swojego filmu, Lee i Hana (Bruce Lee i Shih Kien), w sali z lustrami.